# 川戸町
川戸町(かわどちょう)とは、日本の千葉県千葉市中央区に位置する町である。郵便番号は260-0802。

## 地理
千葉市の行政区の1つである中央区の東端に位置し、同じく千葉市の行政区である緑区、若葉区と隣接している。
隣接する市町村は、仁戸名町、平山町、大宮町。

### 河川
- 支川都川　隣接する大宮町との境界になっている。

## 世帯数と人口
2017年（平成29年）9月30日現在の世帯数と人口は以下の通りである。
| 町丁   | 世帯数    | 人口    |
| ------ | --------- | ------- |
| 川戸町 | 1,624世帯 | 3,485人 |

## 小・中学校の学区
市立小・中学校に通う場合、学区は以下の通りとなる。
| 番地 | 小学校             | 中学校             |
| ---- | ------------------ | ------------------ |
| 全域 | 千葉市立川戸小学校 | 千葉市立川戸中学校 |

## 交通

### 路線バス
- ちばシティバス

## 施設
- 大宮神社
- 福寿院
- 日蓮正宗妙聡寺
- 川戸公民館
- 川戸保育所
- 千葉市立川戸小学校
- 千葉市立川戸中学校
- 都苑
- 川戸の森